# Cirencester
Cirencester és una ciutat mercat de Gloucestershire ( Anglaterra), a 150 km a l'oest de Londres. Cirencester està a la riba del riu Churn (afluent del Tàmesi) i és la ciutat més gran del Districte Cotswold. És la seu de Royal Agricultural College of Cirencester, la universitat agrícola anglosaxona més antiga del món, fundada el 1840. La ciutat posseeix el Corinium Museum, que és conegut per la seva gran col·lecció d'articles romans.

## Localització geogràfica

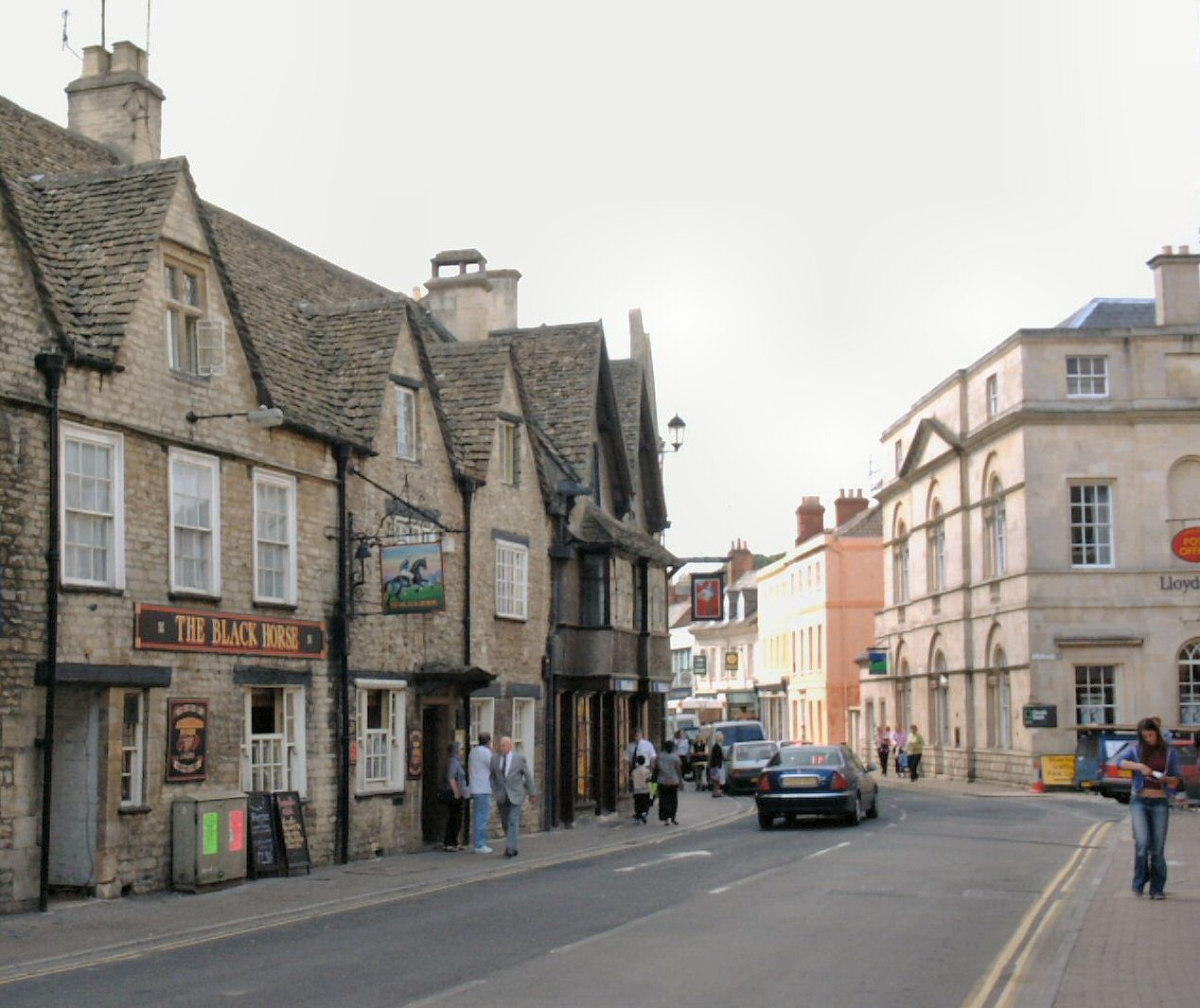
Edificis de pedra a Castle Street (Cirencester).

Cirencester està assentada en un baix pendent de les Cotswold Hills. Té un drenatge natural cap al riu Churn, el qual flueix de nord a sud pel costat est de la ciutat i s'uneix al Tàmesi prop de la localitat de Cricklade.
La ciutat es divideix en cinc àrees:
- el centre de la ciutat.
- els suburbis de Chesterton.
- Stratton.
- Beeches Estate (un barri privat de 1950).
- Watermoor (era originalment una vila fora de Cirencester).

La vila de Siddington, al sud-oest de la ciutat, està molt unida a Watermoor.
Cirencester serveix com a centre per a les localitats properes, oferint llocs de treball, mercats, comerç, educació, esports, etc.

## Origen
El nom de Cirencester va ser testificat per primera vegada per Ptolemeu al voltant de l'any 150 dC, encara que els primers manuscrits supervivents són del segle XIII. Aquests donen diverses grafies lleugerament diferents, de les quals l'original sembla haver estat Κορίνιον</link> ( Corinium</link> ). L'etimologia d'aquest nom és, però, desconeguda. El mateix nom es troba a River Churn, que passa per la ciutat (i que, amb l'addició de la paraula anglesa antiga ("riu") al seu torn va donar el seu nom a North Cerney, South Cerney i Cerney Wick ).
A mesura que les llengües celtes van canviar, aquest nom es va convertir en protogal·lès Cerin. Aquest nom protogal·lès va ser adoptat a l'anglès durant la mort de la llengua celta a Anglaterra amb l'addició de la paraula anglesa antiga
("Fortificació romana"), i s'acredita per primera vegada d'aquesta forma com Cirenceaster a la Crònica anglosaxona (un text que va prendre la seva forma actual a finals del segle IX). El nom també va persistir en gal·lès, també va ser testimoniat per primera vegada al segle IX, en escrits d'Asser, en la forma Cair Ceri.

## Història

### Arqueologia
El 2022 es va trobar una llança de l'Edat del Bronze de 3.500 anys durant una tasca de jardineria en una planta de clavegueram de Thames Water. Els arqueòlegs també van descobrir fragments de ceràmica prehistòrica, eines de pedra i ossos d'animals de l'Edat del Bronze, l'Edat del Ferro i el període romà.
L' església catedral de Cirencester, fundada al segle IX o X, fou probablement una fundació reial. Al segle XII va passar a mans dels canonges agustins i va ser substituïda per la gran església abacial.

### Domini romà

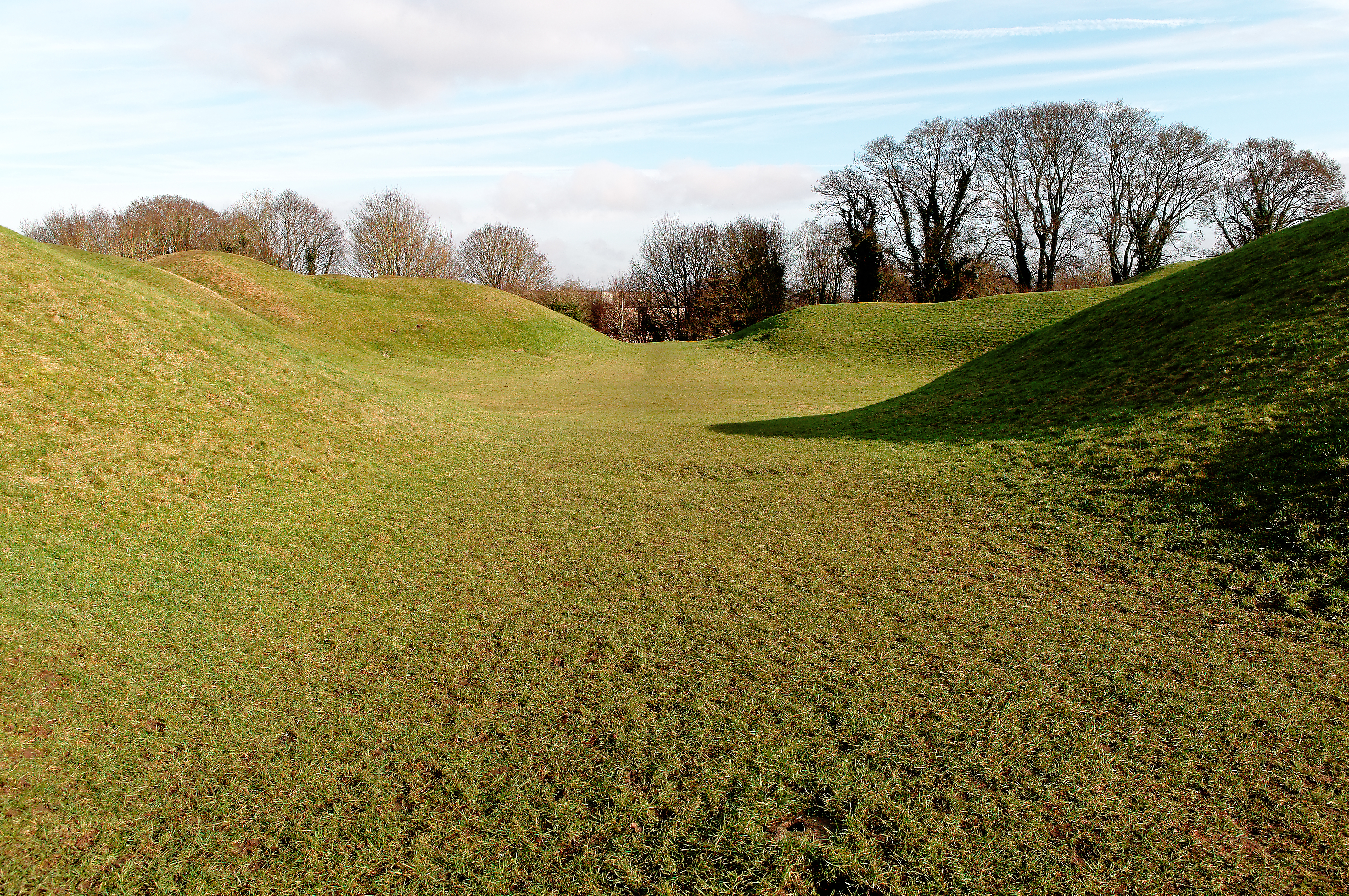
The Roman amphitheatre

L'amfiteatre romà encara existeix en una zona coneguda com a Querns, al sud-oest de la ciutat, però només ha estat excavat parcialment. Les investigacions a la localitat mostren que va ser fortificada als segles V o VI. Andrew Breeze va argumentar que Gildas va rebre la seva educació posterior a Cirencester a principis del segle VI, cosa que demostra que encara era capaç de brindar una educació en retòrica i dret llatins en aquell moment. Possiblement aquest fos el palau d'un dels reis britànics derrotats per Ceawlin el 577. Més tard va ser l'escenari de la Batalla de Cirencester, aquesta vegada entre el rei de Mercia Penda i els reis de Saxònia Occidental Cynegils i Cwichelm en 628.

### Dinastia Normanda
La catedral de Cirencester, va ser fundada al segle IX o X i va ser probablement una magnífica construcció. Va ser destruïda per monjos agustinians al segle XII, que la van reemplaçar per un abadia.
Durant la conquesta normanda, la mansió reial de Cirencester va ser concedida al comte d'Hereford, William Fitz-Osbern, però el 1075 havia tornat a la Corona. La mansió va ser concedida a l'Abadia de Cirencester, fundada per Enric I el 1117, i després de mig segle d'obres durant les quals es va enderrocar l'església catedral, la gran església abacial finalment es va inaugurar el 1176. La mansió va ser concedida a l'Abadia el 1189, encara que una carta real de 1133 parla de burgesos a la ciutat.Els abats van obtenir cartes en 1215 i 1253 per a fires durant les octaves de Tots Sants i Sant Tomàs Màrtir, i l'important comerç de llana els va donar gran importància.
Durant la conquesta normanda, la mansió reial de Cirencester va ser concedida al comte d'Hereford, William Fitz-Osbern, però el 1075 havia tornat a la Corona. La mansió va ser concedida a l'Abadia de Cirencester, fundada per Enric I el 1117, i després de mig segle d'obres durant les quals es va enderrocar l'església catedral, la gran església abacial finalment es va inaugurar el 1176. La mansió va ser concedida a l'Abadia el 1189, encara que una carta real de 1133 parla de burgesos a la ciutat. Els abats van obtenir cartes el 1215 i el 1253 per a fires durant les octaves de Tots Sants i Sant Tomàs Màrtir, i l'important comerç de llana els va donar gran importància.
No obstant això, la gent del poble va continuar la seva lluita: a canvi de la seva ajuda a la Corona contra els comtes de Kent i Salisbury, Enric IV el 1403 els va donar als habitants un gremi de comerciants, encara que dues inquisicions van reiterar els drets de l'abat. La lluita entre l'abat i la gent del poble va continuar, amb els privilegis de l'abat confirmats el 1408-1409 i el 1413, i el 1418 l'abat finalment es va treure aquesta espina clavada quan el gremi de comerciants va ser anul·lat, i el 1477 el parlament va declarar que Cirencester no era corporatiu. Després de diversos intents fallits de restablir el gremi de comerciants, el 1592 el govern de la ciutat va passar a mans de l'algutzir del senyor del feu.

### Dinastia Tudor
Com a part de la Dissolució dels Monestirs el 1539, Enric VIII va ordenar la demolició total dels edificis de l'Abadia. Avui dia només l'Arc Normand i parts del mur del recinte romanen sobre el terra, formant el perímetre d'un parc públic al centre de la ciutat. Tot i això, la llibertat d'un municipi va continuar eludint la gent del poble, i només van veure l'antic senyor de la mansió reemplaçat per un nou senyor de la mansió quan el rei va adquirir el títol de l'abadia. Cirencester es va convertir en ciutat parlamentària el 1572, retornant dos membres, encara que va ser privat de representació el 1885.